# Nationalisme afrikaner
Le nationalisme afrikaner (afrikaans : Afrikaner Volkseenheid) est une idéologie politique née au début du xixe siècle chez les Afrikaners d'Afrique du Sud, fortement inspirée par leurs intenses sentiments anti-britanniques consécutifs à la guerre des Boers.
L'historien T. Dunbar Moodie décrit le nationalisme afrikaner comme une sorte de « religion civile » qui s'appuie sur l'histoire des Afrikaners, leur langue et le calvinisme afrikaner en tant que symboles clés. Ses vecteurs principaux furent l'organisation secrète Broederbond et le Parti national, lequel gouverna le pays de 1948 à 1994. D'autres organisations relayèrent aussi cette idéologie : la Federation of Afrikaans Cultural Organisations (afrikaans : Federasie van Afrikaanse Kultuurvereniginge, FAK) et l'Institute for Christian National Education and the White Workers' Protection Association.

## Élaboration de l'idéologie

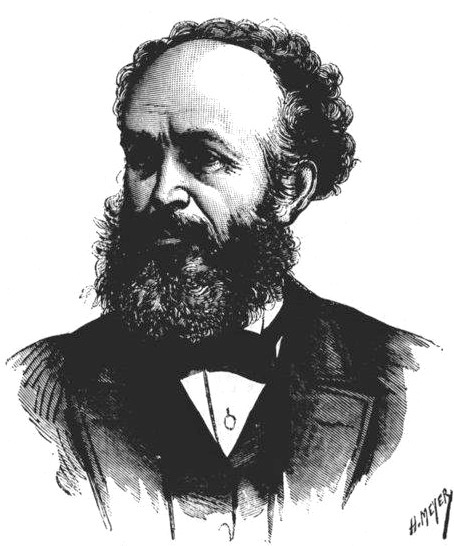
Stephanus Jacobus Du Toit en 1884.

Un des premiers champions du nationalisme afrikaner fut le pasteur Stephen Du Toit, de l'Église réformée hollandaise, qui fut aussi un des membres fondateurs de la Broederbond et le rédacteur en chef du journal Die Afrikaanse Patriot (« Le patriote afrikaans »). Dans ses écrits, Du Toit prônait le fait que les Afrikaners formaient un peuple (volk), avec une mère-patrie, l'Afrique du Sud, une langue, l'afrikaans et que son destin  était de gouverner le pays.

### Église réformée hollandaise

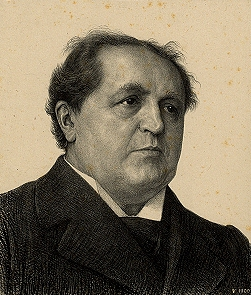
Abraham Kuyper en 1900.

La religion, particulièrement le calvinisme afrikaner, joua un rôle déterminant dans le développement du nationalisme afrikaner et donc dans celui de l'apartheid, qui en découla. Les Églises réformées hollandaises d'Afrique du Sud furent, durant le xviiie siècle, en lutte constante contre le modernisme et la modernité. Elles s'appuyaient sur la pensée conservatrice d'Abraham Kuyper, qui professait la souveraineté de Dieu sur toutes les « sphères » de la création ; ces dernières, par exemple les nations, devraient être préservées des idéologies révolutionnaires. Kuyper rejetait aussi l'idéologie dite des lumières et ses aspects de rationalité humaine et de pensée individualiste qui avaient conduit, à la suite de la Révolution française, aux idéaux de liberté, égalité et fraternité. De son point de vue, toutes ces idées étaient des contestations de l'autorité divine. Les théologiens Afrikaners, sur ces prémisses, définirent un certain nombre de sphères (politique, économique et culturelle) considérées comme dotées de leur propre et indépendante destinée. L'histoire des Afrikaners fut, elle aussi, réinterprétée à travers un prisme chrétien-nationaliste. Paul Kruger, président de la République sud-africaine du Transvaal et membre fondateur de la Gereformeerde Kerke van Zuid-Afrika (ou Dopper Church), se référait déjà à une « histoire sacrée », où le « peuple » (volk) était le peuple élu, et considérait le Grand Trek — le départ des Afrikaners fuyant la domination britannique sur la colonie du Cap — comme l'équivalent de l'Exode, et les républiques boers comme de nouvelles terres promises.

### Nationalisme afrikaner séculier
Durant les années 1930 et 1940, de nombreux intellectuels prirent part à la théorisation du nationalisme afrikaner. Nicolaas Johannes Diederichs, qui devint président de l'Afrique du Sud, définissait le nationalisme afrikaner ainsi : « Le nationalisme comme une vision mondiale et ses relations avec l'internationalisme », dans la continuité de la théologie de Kuyper. Selon Diederichs, Dieu avait créé les nations, lesquelles avaient un droit divin à exister en tant qu'entités distinctes. Par conséquent, les Afrikaners refusaient une Afrique du Sud britannique dans laquelle ils cohabiteraient, minoritaires parmi d'autres groupes ethniques. Geoffrey Cronjé développa cette idée et avança que, tant que les Afrikaners resteraient minoritaires dans un environnement culturel et racial différent du leur, ils ne pourraient tolérer de laisser se développer économiquement et politiquement la majorité noire, ce qui aboutirait à ce qu'elle devienne dominante. Il considérait cela comme injuste et antichrétien ; la solution proposée était la totale ségrégation entre Blancs et Noirs, l'apartheid. L'intelligentsia nationaliste afrikaner, via le Parti national et le Broederbond, finit par formuler une politique nationaliste radicale qui rejetait l'hégémonie britannique sur l'économie et la politique aussi bien que les « désordres » (mengelmoes) ethniques causés par les déplacements des immigrants noirs à travers le pays. La solution était une réorganisation drastique de la carte démographique de l'Afrique du Sud, avec une république Afrikaner dominante et libérée de l’impérialisme britannique. Toutefois, en raison de l'opposition de la classe moyenne urbaine, il ne fut pas proposé d'aller jusqu'à un retour au pastoralisme des Boers.

### Nationalisme afrikaner et race
À l'origine, durant le xixe siècle, la position de l'Église réformée hollandaise sur le nationalisme était plus pragmatique qu'idéologique. Ainsi, en Afrique du Sud, la ségrégation raciale était-elle considérée comme une manière harmonieuse d'administrer une communauté hétérogène. La crise économique de 1905-1909 changea cette attitude lorsqu'émergea un nouveau groupe de « Blancs pauvres », pour la plupart Afrikaners. En 1939, la ségrégation raciale avait été érigée en dogme religieux : « La politique de ségrégation prônée par les Afrikaners et leur Église est le saint appel de l'Église pour permettre de veiller sur les milliers de Blancs pauvres des villes qui combattent en une bataille perdue dans le monde économique actuel… L'application de la ségrégation permettra la création de cités séparées et saines pour les non-Blancs où ils seront en mesure de se développer selon leurs propres voies, où ils établiront leurs propres institutions et, finalement, se gouverneront eux-mêmes sous la tutelle des Blancs,. » Les Afrikaners croyaient en une civilisation chrétienne ayant un droit divin à rester séparée et à dominer les nations « païennes » alentour,.

### Nationalisme afrikaner et national socialisme
Le nationalisme afrikaner et le nazisme avaient des racines communes puisant dans le nationalisme religieux et le pan-germanisme, et le racisme ancien fut aisément assimilé par la doctrine plus récente. Ainsi, durant l'entre-deux-guerres, la critique adressée par les Afrikaners au système capitaliste était-elle tout à fait antisémite,. Beaucoup de nationalistes Afrikaners voyaient l'Allemagne nazie comme un gouvernement fort, ce qui était nécessaire pour protéger le « peuple » (volk). Juste avant et durant la Seconde Guerre mondiale, cela conduisit à l'apparition de mouvements nationalistes afrikaners pro-nazis, tel que l'Ossewabrandwag et sa branche paramilitaire, Stormjaers.

## Hommes politiques

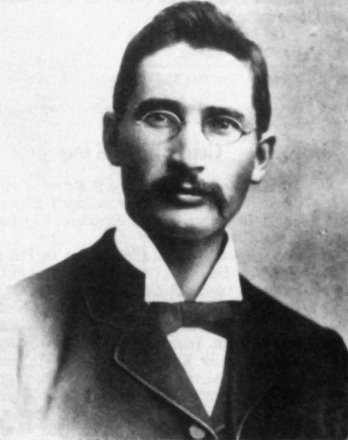
James Barry Munnik Hertzog.

James B. Hertzog dirigeait le Parti national au moment des élections de 1915 et de 1920 ; il utilisait le slogan South Africa first (« l'Afrique du Sud d'abord ») en référence à la volonté de créer un pays débarrassé de l'influence britannique. Aux élections de 1924, il battit le South African Party, conduit par Jan Smuts, après que ce dernier ait usé de la force pour mettre fin à la révolte du Rand, menée par des mineurs blancs. Il resta au pouvoir quinze ans, dans un gouvernement de coalition avec le Parti travailliste. Durant cette période, il promut constamment le nationalisme afrikaner tout en renforçant la ségrégation raciale dans le pays.

### Broederbond

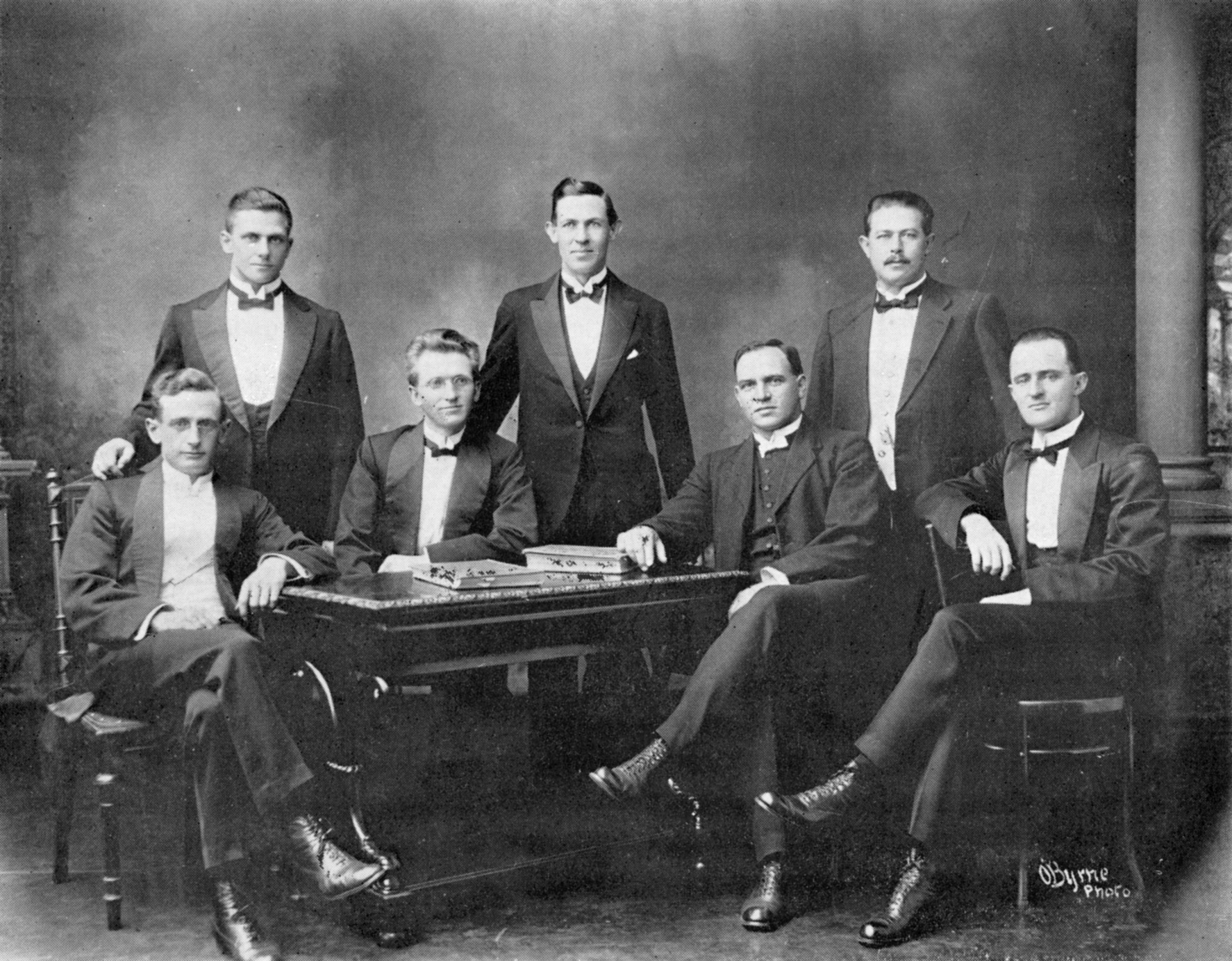
Dirigeants de la Broederbond en 1918.

Durant les années 1930, des membres de la Broederbond mirent en forme l'idéologie du nationalisme afrikaner, avec la volonté de créer une identité « nationaliste-chrétienne » commune à tous les Blancs d'Afrique du Sud parlant l'afrikaans. Ils essayèrent aussi d'introduire la notion de volkskapitalisme (« capitalisme populaire ») pour retirer le contrôle de l'économie des mains « britanniques » ou « juives » et pour adapter le système économique, considéré comme inspiré par l'étranger, aux caractéristiques nationales afrikaners. Le capitalisme populaire visait à améliorer la condition économique des Afrikaners qui, à cette époque, étaient généralement moins bien lotis que les blancs anglophones. En pratique, le programme consistait à mobiliser des fonds afrikaners pour investir dans des entreprises, elles aussi afrikaners. Bien que le capitalisme populaire ait permis de développer des entreprises telles que Sanlam (services financiers) et Volkskas (banque), devenues des géants jouant un rôle majeur dans l'économie de l'Afrique du Sud, les bénéfices économiques pour les Afrikaners pauvres furent en définitive fort minces. En dépit des efforts des militants de la Broederbond pour « afrikanériser » le pays, l'adoption de cette nouvelle identité nationaliste-chrétienne fut lente et n’entraîna pas l'enthousiasme. Selon les études électorales, la majorité du groupe cible (les blancs parlant l'afrikaans) ne votèrent pas pour le parti nationaliste afrikaner (le Parti national) avant le début des années 1960.

### Médias populaires
Durant les années 1930 et 1940, les nationalistes Afrikaners ont massivement utilisé les médias populaires pour promouvoir l'identité nationale afrikaner, avec des cartes, des récits de leur passé héroïque, leurs buts moraux et la description de leur place parmi les autres nations. Ces idées ont été diffusées grâce aux médias afrikaners imprimés, tels que la revue nationaliste-chrétienne Koers (« direction »), le plus populaire Inspan, des magazines comme Huisgenoot (publié par la maison d'édition Burger Boekhandel) ainsi que des journaux comme Die Transvaler et Volksblad (« la voix du peuple »). L'usage de l'afrikaans plutôt que du néerlandais fut fortement encouragé durant les années 1920 dans les écoles pour Blancs.

### Montée en puissance
La position anti-britannique des nationalistes faisait qu'ils étaient opposés à l'engagement de l'Afrique du Sud contre l'Allemagne nazie durant la Seconde Guerre mondiale. Le Parti national arriva au pouvoir lors des élections de 1948 et mit en œuvre la politique d'apartheid. L'acmé du nationaliste afrikaner date de 1961, lorsque le pays quitta le Commonwealth britannique pour devenir une république. Le Parti national, outre l'apartheid, appliqua une politique socialement conservatrice. La pornographie, le jeu et d'autres « vices » furent bannis, considérés comme contraires à l'Afrikaner way of life. Même l'adultère et la tentative d'adultère avaient été rendus punissables en 1957 par l'Immorality Amendment Act.

### Conflits internes
Durant les années 1960, une scission se fit jour dans l'électorat afrikaner quant à savoir comment préserver une identité distincte dans une société multi-ethnique. Certains insistaient pour préserver l'identité nationale grâce à une stricte ségrégation, tandis que d'autres pensaient que les barrières devraient être abaissées. Cette scission se manifesta, par exemple, lorsqu'en 1970 un groupe radical, dissident du Parti national, le Herstigte Nasionale Party (« Parti national reconstitué »), obtint 3,59 % des voix (à comparer aux 54,86 % obtenus par le Parti national) aux élections. Le fossé s'élargit durant les années 1980, en partie à cause de la pression internationale contre l'apartheid.
L'Afrikaner Weerstandsbeweging (AWB), en français « Mouvement de résistance afrikaner », un groupe politique et paramilitaire, était une importante organisation nationaliste afrikaner. L'AWB avait le soutien de 5 à 7 % des Sud-Africains blancs en 1988. L'organisation fut discréditée par des scandales la concernant ou concernant certains de ses militants. Elle n'a jamais obtenu un soutien important, les Afrikaners se tournant plutôt vers le Parti national jusqu'à la dissolution de celui-ci en 2005.
Dans les années 1990, le Parti national entérina la faillite de son projet ethnique et, sous la direction de Frederik de Klerk, démantela le système politique mis en place à partir de 1948. Après la fin de l'apartheid, le nationalisme afrikaner perdit la majeure partie de ses soutiens.

### Après l'apartheid

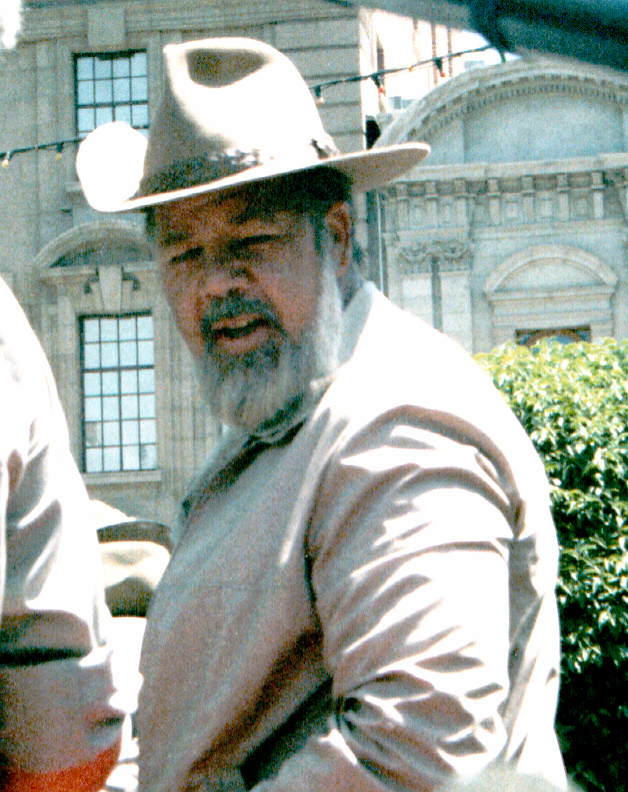
Eugène Terre'Blanche en 1990.

Quoiqu'il ait en grande partie disparu de la scène publique, le nationalisme afrikaner perdure sous la forme d'initiatives politiques telles que la Cyber Republic of the Boer Nation, qui affirme être « la seule tribu indigène blanche en Afrique du Sud » et qui fit appel au groupe de travail des Nations unies sur les populations indigènes (Working Group on Indigenous Populations) chargé de protéger les droits culturels, linguistiques et religieux des peuples du monde. 
Il subsiste quelques partis marginaux, à l'aile droite de l'échiquier politique, tels que le Herstigte Nasionale Party (« Parti national reconstitué »), qui déclare toujours que son objectif est la « promotion sans honte du nationalisme afrikaner ». Un autre parti, le Front national, toujours dans la mouvance du nationalisme afrikaner, émergea dans les années qui suivirent la fin de l'apartheid.
La tradition de l'éducation nationale-chrétienne est maintenue par la BCVO (afrikaans : Beweging vir Christelik-Volkseie Onderwys, « Mouvement pour une éducation nationale-chrétienne ») qui éduque la jeunesse du  « peuple Boer-Afrikaner » selon la tradition du calvinisme afrikaner, en promouvant la culture et l'histoire des Boers, et en utilisant l'afrikaans comme langue d'enseignement. 
L'AWB, pratiquement inactive depuis la fin de l'apartheid, a été réactivée en 2008, cherchant à créer un État sécessionniste à l'intérieur de l'Afrique du Sud. Le 3 avril 2010, Eugène Terre'Blanche, dirigeant de l'AWB, est assassiné dans sa ferme.
En 2012, un réseau d'entraide communautaire, le mouvement Solidarité (Solidariteit Beweging en afrikaans), a été constitué. Rassemblant, autour du concept de Selfstanderpolitiek (la politique de se tenir debout), un ensemble d’organisations afrikaans, dont le syndicat Solidariteit et l'ONG AfriForum, dans le but de promouvoir l’autosuffisance des Afrikaners ou défendre leurs intérêts en tant que minorité ethnique et groupe communautaire dans l'Afrique du Sud contemporaine, il est présidé par Flip Buys. 
Ce projet global communautaire, qui n'a pas d'ambition sécessionniste et dont l' objectif est plutôt d'assurer une sécurité culturelle, physique et psychologique de ses membres (un volkstaat spirituel), connait un relatif succès auprès de la communauté afrikaans (essentiellement des Afrikaners mais aussi des Coloureds de la province du Cap-Occidental et des populations de langue anglaises mais afrikaanophone).

### Traductions
1. ↑  (en) « Nationalism as a Worldview and Its Relationship to Internationalism »
2. ↑  (en) « The policy of segregation as advocated by the Afrikaner and his church is the holy calling of the Church to see to the thousands of poor whites in the cities who fight a losing battle in the present economic world...The application of segregation will furthermore lead to the creation of separate healthy cities for the non-whites where they will be in a position to develop along their own lines, establish their own institutions and later on govern themselves under the guardianship of the whites »
3. ↑  (en) « the only white indigenous tribe in Southern Africa »